# ورخنی کاچماش
ورخنی کاچماش (انگلیسی: Verkhny Kachmash) یک شهرک در شهرستان کالتاسینسکی استان باشقیرستان کشور روسیه است.